# El Maitén
El Maitén est une petite ville de Patagonie andine argentine située dans le département de Cushamen du nord-ouest de la province Chubut, sur la rive droite du río Chubut.

## Population
La population de la ville était de 3 782 habitants lors du recensement argentin de 2001, en hausse de 22,71 % par rapport au chiffre de 1991.

## Situation et voies d'accès
Le centre de la ville se trouve à seulement 5 km au sud du 42e parallèle, lequel constitue la limite territoriale entre les provinces de Río Negro et de Chubut.
El Maitén est construite à une altitude de 700 mètres. Ses coordonnées sont 42° 03′ de latitude sud et 71° 10′ de longitude ouest.
La ville est traversée du nord au sud par l'ancienne route nationale 40 argentine - devenue 1S40 -, qui constitue sa principale liaison terrestre, et grâce à laquelle elle est reliée à la ville d'Esquel, à 135 km au sud, qui est le centre urbain, touristique et commercial le plus important de l'ouest du Chubut.
Les autres routes pour accéder à El Maitén sont la route provinciale RP 6 (Río Negro) vers El Bolsón et San Carlos de Bariloche - en province de Río Negro -, et les routes provinciales RP 4 et RP 71, qui relient El Maitén respectivement aux localités chubutiennes de Cushamen et d'Epuyén.
La localité se trouve à 35 km au sud de Ñorquincó, à 55 km à l'est d'El Bolsón, et à 30 km au nord-est d'Epuyén. Les liaisons faciles avec toutes ces localités font en sorte qu'El Maitén fait partie du groupe biprovincial de villes et centres de montagne andins appelé Comarca andina del Paralelo 42 (en français région andine du parallèle 42).

### Chemin de fer La Trochita
El Maitén fut autrefois la station intermédiaire la plus importante du parcours ferroviaire de 
La Trochita (ou Viejo Expreso Patagónico) entre les localités d'Ingeniero Jacobacci et d'Esquel.

## Géographie
El Maitén est construit sur la rive droite du Río Chubut. La vallée du fleuve est d'origine glaciaire, et court du nord au sud, enserrée entre les premiers plissements des Andes de Patagonie à l'ouest, et les plus anciennes formations appelées Patagonides à l'est. La topographie des lieux est de ce fait nettement montagneuse, mais faite d'élévations basses, qui ne dépassent jamais les 2 000 mètres.
Cette région géographique est un bel exemple de transition entre les zones humides de la cordillère avec ses forêts andines à l'ouest, et la région des steppes plus arides de la « meseta » patagonique centrale. C'est ce qu'on appelle un écotone, où l'on peut retrouver de manière croissante vers l'ouest la végétation typique des régions humides (forêt valdivienne), tels le Cyprès de la Cordillère (austrocedrus chilensis), le Coihue (nothofagus dombeyi), le Ñire (nothofagus antarctica), et au-dessus de 1 000 mètres d'altitude, la Lenga (nothofagus pumilio). En se dirigeant vers l'est au contraire, ce sont les espèces xérophiles habituelles de la meseta patagonique qui deviennent prédominantes.

## Climat
Le climat est semi-steppique, avec une saison hivernale humide, durant laquelle se produisent 
occasionnellement de fortes chutes de neige et la plus grande partie des précipitations annuelles. Celles-ci oscillent entre 300 et 500 millimètres.